# Ervin Lamçe
Ervin Lamçe (* 11. September 1972 in Tirana) ist ein ehemaliger albanischer Fußballspieler und heutiger -trainer.

## Werdegang

### Spieler
Lamçe spielte nach seinem Wechsel von Albanien nach Deutschland im Amateurbereich beim VfL 93 Hamburg (Verbandsliga, Oberliga und Regionalliga) sowie beim Oberligisten VfR Neumünster. Anfang April 1997 wurde er in der Weltmeisterschaftsqualifikation im Spiel gegen Deutschland in der Schlussphase eingewechselt.

### Trainer
Von 2003 bis 2007 arbeitete Lamçe als Co-Trainer in Neumünster und wurde dann ins Amt des Cheftrainers befördert. 2012 gelang ihm mit dem VfR der Aufstieg in die Regionalliga, 2013 gewann er mit Neumünster den Schleswig-Holsteinischen Landespokal. Im Februar 2014 kam es zwischen dem VfR und Lamçe zur Trennung. Er war bis dahin der dienstälteste Trainer in der Vereinsgeschichte.
Zwei Monate später wurde der Albaner Co-Trainer bei der B-Jugend des Hamburger SV und übte dieses Amt im Spieljahr 2014/15 aus. Lamçe wurde beim HSV ebenfalls als Talentsichter tätig.